# Ся Баолун
Ся Баолун (кит. 夏宝龙; род. в декабре 1952, Тяньцзинь) — китайский политик, с 2018 года зампред и ответственный секретарь ВК НПКСК, также с 2020 года директор канцелярии Госсовета КНР по делам Гонконга и Макао (Hong Kong and Macau Affairs Office). Член ЦК КПК в 2012—2017 гг. (кандидат в члены с 1997 года).
Доктор экономики. Начав свою карьеру с комсомольской в Тяньцзине, возвышался там около трети века — до 2003 года, достигнув должности вице-мэра с 1997 года. В 2003 году попал в провинцию Чжэцзян — замглавою парткома КПК, возглавлявшегося до 2007 года будущим генсеком ЦК КПК Си Цзиньпином, чьим протеже Ся и называется. В 2011—2012 гг. и. о., губернатор той же провинции, в 2012—2017 гг. возглавлял её партком КПК. Имеет репутацию сторонника жесткой линии и человека, пользующегося доверием Си Цзиньпина.
Член КПК с 1973 года, член ЦК 18 созыва (кандидат с 15 созыва).

## Биография
Получил степень по китайскому, а также докторскую — по экономике в Пекинском университете, где учился.
В 1972-75 гг. комсомольский работник райкома комсомола Хэси (Тяньцзинь).
В 1975-76 гг. студент Тяньцзиньского педуниверситета.
С 1976 года замглавы, в 1982-83 гг. глава райкома комсомола Хэси (Тяньцзинь).
В 1983-84 гг. глава уличного комитета райкома КПК Хэси (Тяньцзинь).
С 1985 года замглавы, в 1993-97 гг. глава района Хэси (Тяньцзинь).
С 1997 года вице-мэр, в 2002—2003 гг. первый вице-мэр Тяньцзиня.
В 2003—2012 гг. замглавы Чжэцзянского провинциального парткома. В частности когда по 2007 год главою парткома КПК этой провинции являлся будущий генсек ЦК КПК Си Цзиньпин, что особо отмечают. Его же протеже и называется.
С 30 августа 2011 года и. о., с 16 января 2012 года губернатор пров. Чжэцзян.
18 декабря 2012 года назначен главой парткома пров. Чжэцзян (Восточный Китай). Являлся им по 2017 год.
Предполагалось, что он мог стать членом Политбюро ЦК КПК 19-го созыва, чего, однако, не произошло.
С 2018 года зампред и ответственный секретарь ВК НПКСК. С 2020 года также директор канцелярии Госсовета КНР по делам Гонконга и Макао (Hong Kong and Macau Affairs Office).
Сопредседатель с китайской стороны Китайско-российского комитета дружбы, мира и развития.

## Награды
- Орден Дружбы (24 августа 2021 года, Россия) — за большой вклад в укрепление дружбы, сотрудничества и взаимопонимания между народами России и Китая[8].